# Церковные крестьяне
Церковные крестьяне — категория феодально-зависимых крестьян на Руси и в России XI—XVII веков, принадлежавших русской церкви. В более узком смысле это — зависимое сельское население во владениях соборов и городских приходских церквей. Церковными крестьянами в XV—XVII веках владели патриаршая (с 1589 года), митрополичья, архиепископские и епископские кафедры, а также крупнейшие монастыри, у которых в XVI—XVII веках было не менее 1/3 всех частновладельческих крестьян в стране (см. Монастырские крестьяне).
Значительная часть церковных крестьян в XV—XVII веках принадлежала главным храмам Москвы, Владимира и некоторых других городов. Сельские приходские церкви обычно не имели церковных крестьян, но в XVII веке известны так называемые церковные бобыли, платившие бобыльский оброк в пользу причта церкви.
В северных районах в XVI—XVII веках во владениях приходских церквей эксплуатировались половники. В результате секуляризации 1764 года церковные крестьяне вошли в состав экономических крестьян.